# Gończy angielsko-francuski
Gończy angielsko-francuski – angielsko-francuska rasa psa myśliwskiego zaliczana do psów gończych. Towarzyszy przy polowaniach na zwierzynę.

## Historia
Początki rasy sięgają czasów Ludwika XV (1710–1774). Psy tej rasy uchodziły od dawna za najskuteczniejsze psy do polowania na płową zwierzynę. W początkach XVIII w. hrabia Tuluzy postanowił dodać do francuskich sfor gończych nieco brytyjskiej krwi, by z jednej strony wzmocnić psy, a z drugiej nieco zrównoważyć oraz złagodzić ich charakter. W tym celu sprowadzono do Francji z Wielkiej Brytanii foxhoundy, wyspecjalizowane w polowaniach na lisa. Zwierzęta te były żywsze i odporniejsze na warunki otoczenia od psów hodowli francuskiej. Jeśli zaufać francuskim rejestrom łowieckim z końca XIX w., psy otrzymane z tych krzyżówek nazywano przez długi czas "bastarde", czyli mieszańcami lub kundlami.

## Wzorzec rasy

### Ogólne wrażenie
Mocny pies o płynnych ruchach, robiący wrażenie mocniejszego niż jest; różni się od foxhounda, choć ma wiele cech z nim wspólnych

### Głowa
Szerokie, płaskie czoło; wyraźny przełom czołowo-nosowy i guz polityczny; lekko zaznaczone łuki nadczołowe; kufa średniej długości (długością prawie równa do długości mózgoczaszki). Oczy duże, brązowe w czarnej oprawie. Uszy średniej długości, osadzone na wysokości oczu, szeroko rozstawione, płaskie. Szczęki zdecydowanie długie i mocne.

### Tułów
Klatka piersiowa dobrze rozwinięta, szeroka, żebra długie, wysklepione, grzbiet prosty i silny, lędźwie szerokie, dobrze umięśnione, proste, raczej krótkie, zad ścięty, długi.

### Kończyny
Przednie proste i absolutnie proste; długie i płaskie łopatki, uda muskularne, silne i stosunkowo szerokie stawy, stawy skokowe mocne, nisko osadzone, lekko kątowe. Łapy suche i raczej okrągłe.

### Ogon
Dobrej długości, silnie owłosiony i elegancko noszony.

### Sierść
Krótka, raczej gęsta. Maść trójkolorowa, zazwyczaj z czarnym czaprakiem, lub z różnorodnymi czarnymi łatami; wyraźne podpalenia żywej barwy, brązowe bądź rude, bez ciemnego nalotu, wszelkie przesadne cętkowania są niepożądane.